# Flood (álbum de Boris)
Flood es un álbum del trío japonés Boris. Es su tercer disco de estudio, y fue lanzado el 15 de diciembre de 2000 por el sello tokiota MIDI Creative.

## Lista de canciones
Todas las letras por Takeshi.
| N.º | Título  | Duración |  |
| 1.  | «Flood» | 1:10:32  |  |

Nota: En algunas ediciones, "Flood" está dividida en cuatro partes.

## Créditos
| - Takeshi – voz, bajo, guitarra - Wata – guitarra, eco - Atsuo – batería, gong | - Ingeniería por Tetsuya Tochigi. - Asistencia de ingeniería por Hiroyasu Tahira y Miyuki Kobayashi. - Masterizado por Shuji Kitamura. - Producción ejecutiva por Hiroshi Okura. - Fotografía por Eri Shabata. - Arte por FangsAnalSatan. |